# Monti Reatini
Monti Reatini este o arie protejată (arie de protecție specială avifaunistică — SPA) din Italia întinsă pe o suprafață de 23.483 ha, integral pe uscat.

## Localizare
Centrul sitului Monti Reatini este situat la coordonatele 42°25′12″N 12°56′56″E / 42.420048°N 12.948878°E.

## Înființare
Situl Monti Reatini a fost declarat arie de protecție specială avifaunistică în septembrie 1996 pentru a proteja 1 specie de plante și 24 de specii de animale.

## Biodiversitate
Situată în ecoregiunea mediteraneană, aria protejată conține 13 habitate naturale: Păduri pe pante, grohotișuri și ravene de Tilio-Acerion, Pajiști alpine și subalpine calcaroase, Pajiști uscate seminaturale și facies de acoperire cu tufișuri pe substraturi calcaroase (Festuco-Brometalia) (* situri importante pentru orhidee), Izvoare petrifiante cu formare de travertin (Cratoneurion), Liziere de ierburi înalte hidrofile de câmpie și de nivel montan până la alpin, Râuri de munte și vegetația lor lemnoasă cu Salix elaeagnos, Grohotișuri calcaroase și de șisturi calcaroase de la nivelul montan până la nivelul alpin (Thlaspietea rotundifolii), Formațiuni stabile xerotermofile de Buxus sempervirens pe pante stâncoase (Berberidion p.p.), Formațiuni ierboase bogate în specii de Nardus, dezvoltate pe substraturi silicioase în zone montane (și în zone submontane, în Europa continentală), Lespezi calcaroase, Păduri de fag din Apenini cu Taxus și Ilex, Pajiști alpine și boreale, Pante stâncoase calcaroase cu vegetație casmofită.
La baza desemnării sitului se află mai multe specii protejate:
- plante (1): Ionopsidium savianum
- păsări (18): potârnichea de stâncă (Alectoris graeca graeca), fâsă-de-câmp (Anthus campestris), acvilă de munte (Aquila chrysaetos), șerpar (Circaetus gallicus), botgros (Coccothraustes coccothraustes), ciocănitoare cu spate alb (Dendrocopos leucotos), șoim călător (Falco peregrinus), muscar-gulerat (Ficedula albicollis), sfrâncioc roșiatic (Lanius collurio), ciocârlie de pădure (Lullula arborea), mierlă de piatră (Monticola saxatilis), pietrar sur (Oenanthe oenanthe), codroșul de pădure (Phoenicurus phoenicurus), pitulice sfârâitoare (Phylloscopus sibilatrix), Pyrrhocorax pyrrhocorax, aușel cu cap galben (Regulus regulus), sturzul viilor (Turdus iliacus), sturz (Turdus pilaris)
- amfibieni (2): Bombina pachypus, Salamandrina terdigitata
- mamifere (2): lupul (Canis lupus), urs brun (Ursus arctos)
- nevertebrate (1): fluturele auriu (Euphydryas aurinia)
- reptile (1): Vipera ursinii

Pe lângă speciile protejate, pe teritoriul sitului au mai fost identificate 43 de specii de plante, 4 specii de păsări, 3 specii de amfibieni, 6 specii de mamifere, 2 specii de nevertebrate, 1 specie de reptile.